# Collegio del Cambio
Collegio del Cambio je del Palazzo dei Priori v Perugii, znan predvsem po freskah v Sala delle Udienze, ki jih je izdelal Perugino. Stoji na Corso Vannucci, številka 25.

## Zgodovina
Menjalci iz Perugie (tj. bankirji) so bili združeni v močnem cehu, imenovanem Arte del Cambio. Med letoma 1452 in 1457 so imeli privilegij, da so lahko uredili svoj sedež v Palazzo dei Priori, v južnem podaljšku. Portali so prepoznavni po cehovskem grbu: grifon nad skrinjo, ki se ponovi tudi v notranjih okraskih.
Sedež sta v teh letih arhitekturno uredila Bartolomeo di Mattiolo in Lodovico di Antonibo, medtem ko je bilo proti koncu stoletja odločeno, da se okrasitev sprejemne dvorane zaupa vrsti umetnikov. Leseno pohištvo je izdelal Domenico del Tasso, ki je pri tovrstnem pohištvu prvič uporabil groteskno dekoracijo, slikovni del pa je bil zaupan Pietru Peruginu, ki je takrat veljal za največjega umetnika v Italiji in je imel delavnico. hkrati v Firencah in Perugii.

## Opis
V Collegio se vstopi skozi glavna vrata, ki jih je zasnoval sam Lodovico di Antonibo in jih je okrasil, izrezljal, Antonio da Mercatello leta 1501. Prva soba je preddverje ali Sala dei Legisti, kjer je nekaj baročnih pultov, ki jih je izrezljal Giampietro Zuccari in pripomočki (1615-1621).
Na desni se vstopi v Sala delle Udienze – sprejemno sobo -  pravokotnega tlorisa, prekrito z ogivalnimi oboki, ki ustvarjajo vrsto lunet, ki jih je poslikal Perugino. Za zasedanje visokega tribunala je tu lesen pult z dvema vrstama izrezljanih in intarziranih sedežev, ki ga nadgrajuje luneta z dvema grifonoma med venci, ki uokvirjajo terakota kipec Justicia, pripisan Benedettu da Maianu. Druga klop ima intarzije Antonia da Mercatella (1508). Na sredini zadnje stene je ograja z majhno renesančno prižnico, delo Antonia Masija d'Antonia (1562).
Iz spodnjega desnega kota sobe se vstopi v kapelo sv. Janeza Krstnika, ki jo je leta 1506-1509 zgradil Gasperino di Pietro na prvotni cerkvi San Giovanni della Piazza, ki je bila v stavbo vgrajena s prizidkom 15. stoletja. V celoti jo je freskiral Giannicola di Paolo med letoma 1515 in 1518. V oboku je Večni oče med apostoli, evangelisti, cerkvenimi učitelji in zavetniki Perugie, na oltarju pa je Kristusov krst, na straneh pa Oznanjenje (1515-1516). Stranske stene krasijo Zgodbe iz življenja Janeza Krstnika in Sibil. Antependij je delo Mariano di ser Austerio in prikazuje Krstnika v vencu in frizu (1512-1513). Dva intarzirana sedeža sta delo Antonia da Mercatella (1509) in oltar (1516). Živahna obarvanost sten, poudarjena z veliko obilico zlata in lapis lazuli, ni namenjena le ponašanju bogastva, ampak predvsem svetlobi okolja, ki se zdi brez oken.

## Zbirka uteži kovancev collegio del cambio
Zbirka uteži kovancev je odprta tudi za javnost, najbolj popolna te vrste, tudi mednarodno, vsebuje več kot 550 uteži kovancev za preverjanje kovancev, ki so krožili v Perugii in v papeški državi v obdobju med 15. in drugo polovico. 19. stoletja; prepoznavni so po papeškem grbu, prikazanem na desni. Zbirka vsebuje tudi številne uteži kovancev iz drugih italijanskih mest-držav in druge, ki spadajo v evropsko proizvodnjo 17. - 20. stoletja, pa tudi tehtnice. Vsa nepogrešljiva orodja za izvajanje funkcij menjave valut, saj je bila do 20. stoletja vrednost zlatih in srebrnih kovancev določena z vsebnostjo kovin, izračunano glede na njihovo težo in odstotek vsebovanih plemenitih kovin v cehu. Zlitino je postavil organ izdaje kovancev, zato so tisti, ki so prejeli kovanec, imeli interes preveriti njegovo težo.